# مظفر شاه سلطان ملقا
السلطان مظفر شاه ابن السلطان محمد شاه (- 1459) هو خامس سلاطين ملقا. حكم في الفترة من 1445 إلى 1459. وهو ابن السلطان محمد شاه. اسمه الأصلي هو راجا قاسم:246 ومعروف باسم سلطان ودافونا في تأريخ أسرة مينغ الصينية.
وصل للعرش بعد انقلاب على أخيه غير الشقيق راجا إبراهيم أو أبو شهيد شاه بمساعدة رئيس الوزراء تون علي بعد قيام راجا إبراهيم بترك الدين الإسلامي واعتناق الهندوسية. توفي في 1459 قبره لا يزال في ملقا الآن.